# Pusztaottlaka
Pusztaottlaka is een plaats (község) en gemeente in het Hongaarse comitaat Békés. Pusztaottlaka telt 471 inwoners (2002).
In het plaatsje is 21% van de bevolking onderdeel van de Roemeense minderheid in Hongarije.